# Blandford Forum
Blandford Forum är en stad och en civil parish i Dorset, England. Orten har 8 745 invånare.